# BAP Arica (SS-36)
El BAP Arica (SS-36) es uno de los submarinos Tipo 209/1100 de la Marina de Guerra del Perú. Fue construido por el fabricante alemán Howaldtswerke-Deutsche Werft en su astillero de Kiel. Fue nombrado «Arica» en honor a la batalla del mismo nombre, ocurrida durante la guerra del Pacífico. Después de las pruebas en el mar del Norte, llegó al puerto peruano del Callao en 1975. Posteriormente recibió una revisión a fondo en Kiel en 1983 y 1984.

## Características
En superficie, desplaza 1180 t, mientras que sumergido desplaza 1290 t. Tiene una eslora de 56 m, una manga de 6,3 m y un calado de 5,5 m. Como submarino Tipo 209, tiene un sistema de propulsión diésel-eléctrica, compuesta por cuatro motores diésel MTU Siemens y un motor eléctrico Siemens, con una potencia de 3600 hp, con la que puede desarrollar una velocidad de 10 nudos en superficie y 22 nudos sumergido.